# Schule für Personal in integrierter Verwendung

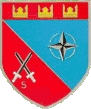
Wappen der SPersIntegrVwdg

Die Schule für Personal in integrierter Verwendung (SPersIntegrVwdg) war eine Schule des Heeres in der Lüttich-Kaserne in Köln-Longerich.

## Geschichte
Die Schule für Personal in integrierter Verwendung hatte den Auftrag, Unteroffiziere und Mannschaften für eine integrierte Verwendung auszubilden, also für ein Einsatz in einem multinationalen Bereich wie Stäben der NATO.
Die Schule ging 1977 aus dem Ausbildungszentrum 70, vormals Fernmeldeausbildungsverband 70, hervor. Im Jahr 1989 war die Schule in eine Stabsgruppe und zwei Inspektionen gegliedert. 2004 wurde sie geschlossen.
Das Gebäude wird heute vom Bundesamt für das Personalmanagement der Bundeswehr genutzt, welches in der Kaserne seinen Hauptsitz hat.

## Kommandeure
Als Kommandeure der Schule dienten u. a.:
- Oberstleutnant Asko Litta: 1983/84
- Oberst Hans Werner Schmücker: 1990
- Oberstleutnant Erich Böttger: 1992
- Oberstleutnant Holger Krull: 1995

## Bekannte Personen
- Stephan Schoeps: 1985/86 als Truppenarzt an der Schule